# Erfüllungsübernahme
Bei einer Erfüllungsübernahme (auch Schuldfreistellung) verpflichtet sich der eine Teil eines Vertrages, den anderen Teil des Vertrages von dessen Schuld gegenüber seinem Gläubiger freizustellen, ohne aber dass er im Gegensatz zum Schuldbeitritt oder zur Schuldübernahme, die Schuld selbst übernimmt. Der die Erfüllung Übernehmende wird nicht neuer Schuldner, weshalb der Gläubiger des anderen Teils im Zweifel auch keine Befriedigung von ihm fordern darf. Geregelt ist die Zweifelsregelung der Erfüllungsübernahme in § 329 BGB.

## Schuldfreistellung bei Übertragung von Betriebsvermögen
Wird im Rahmen eines Übertragungsvorgangs von Betriebsvermögen eine Verpflichtung nicht übertragen, d. h. das bisherige Vertragsverhältnis zwischen dem Verkäufer und dem Gläubiger der Verpflichtung besteht unverändert fort, und verpflichtet sich der Übernehmer, den Veräußerer von den künftigen Leistungspflichten freizustellen, ohne direkt selbst die Schuld zu übernehmen, begründet dieser Vorgang eine Schuldfreistellung, welche als ein neues Schuldverhältnis in der Bilanz des Freistellungsverpflichteten (Käufer) als gewisse oder ungewisse Verbindlichkeit auszuweisen ist. Der Freistellungsberechtigte (Verkäufer) hat eine entsprechende Forderung zu aktivieren.

## Erfüllungsübernahme im Bayerischen Beamtenrecht (Art. 97 BayBG)
Im Jahr 2015 trat eine Änderung des Bayerischen Beamtengesetzes in Kraft, welche es insbesondere Polizeibeamten ermöglicht, die durch einen tätlichen Angriff auf Vollstreckungsbeamte (§114 StGB) gerichtlich zugesprochene Entschädigung (Schmerzensgeld) beim Dienstherrn einzufordern. Die Voraussetzungen hierfür sind zunächst die rechtskräftige Feststellung des Anspruchs durch ein Gerichtsurteil, der schriftliche Antrag des Geschädigten beim Dienstherrn und keine Unfallentschädigung oder Unfallausgleich wegen des gleichen Sachverhalts. Die für die Antragsteller schwierigste Hürde ist ein erfolgloser Vollstreckungsversuch. Das bedeutet, dass der Geschädigte selbst versucht haben muss, den Schädiger zur Zahlung des Schmerzensgeldes zu zwingen, beispielsweise durch ein postalisches Anschreiben oder einen Gerichtsvollzieher.
Die Anpassung des Gesetzes fand auf Initiative der Gewerkschaft der Polizei (GdP) statt.